# Guerra expedicionaria

Escudo de la Fuerza Logística Operativa del Ejército de Tierra Español.

El término guerra expedicionaria se utiliza para describir la organización militar de un Estado para luchar en el extranjero, especialmente cuando se implementa para combatir lejos de sus bases establecidas en su patria o en el extranjero. Las fuerzas expedicionarias fueron, en parte, el antecedente del concepto moderno de las Fuerzas de Despliegue Rápido. Tradicionalmente las fuerzas expedicionarias eran esencialmente autosostenibles, con una Unidad Orgánica con capacidad logística y con una amplia gama de armas de apoyo.

## Expediciones en el mundo antiguo

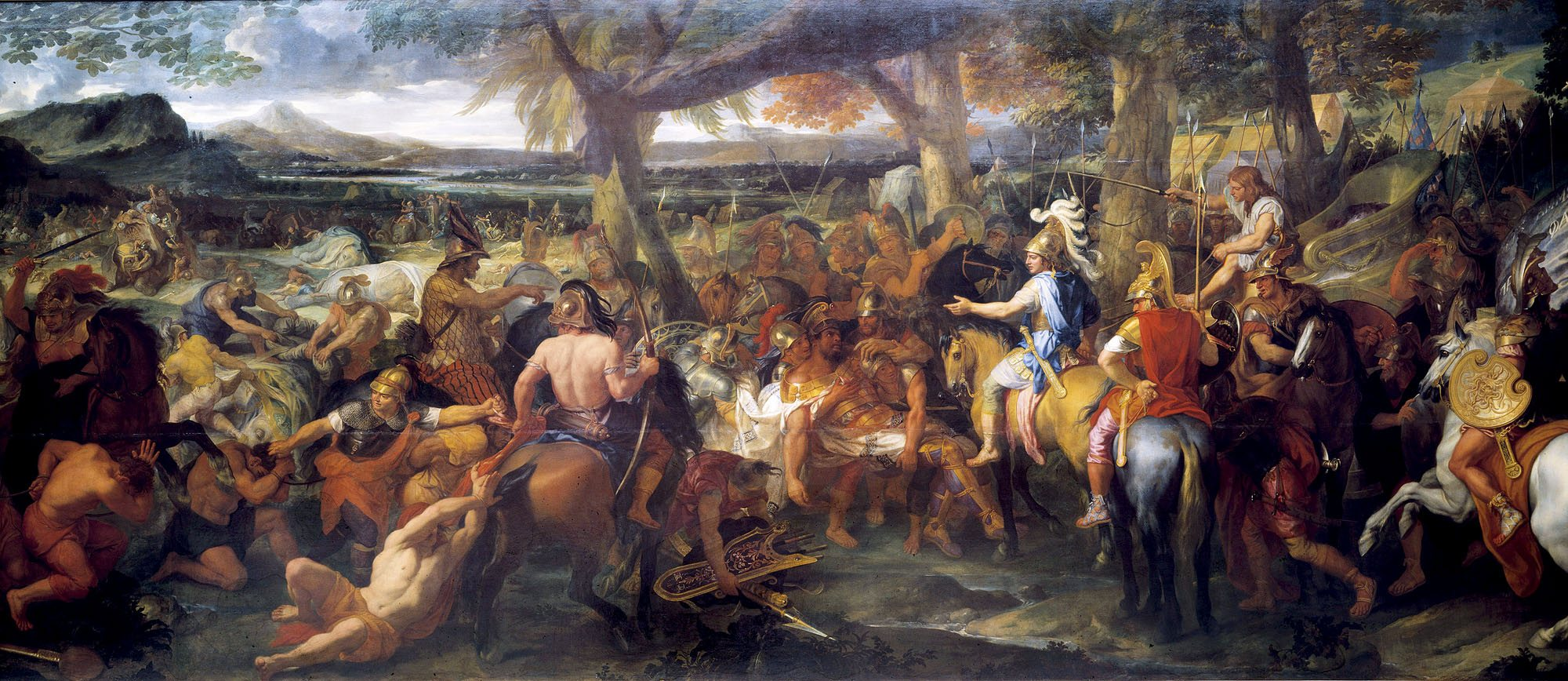
Cuadro de Charles Le Brun que muestra a Alejandro y Poros durante la batalla del Hidaspes.

Los ejemplos más tempranos de la guerra expedicionaria provienen de los Pueblos del Mar, un término usado para una confederación de asaltantes marinos del Segundo Milenio Antes de Cristo, quienes navegaron por las costas orientales del Mediterráneo, provocando disturbios políticos, y trataron de entrar o controlar el territorio de Egipto durante el final de la XIX dinastía, y especialmente durante el año 8 de Ramsés III de la  XX dinastía.
Las tácticas de asalto fueron ampliadas con operaciones más complejas con las fuerzas expedicionarias de Alejandro Magno, utilizando buques de guerra tanto para el transporte de tropas como para el apoyo  logístico en sus campañas.

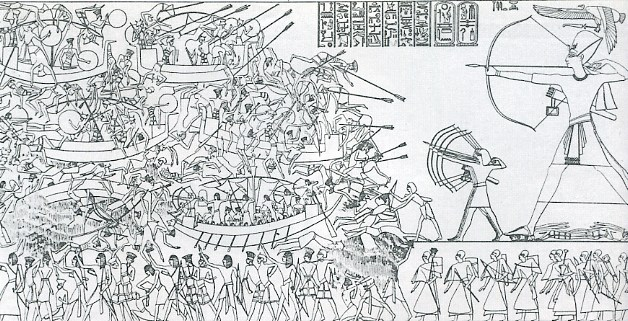
Batalla del Delta entre Ramsés III y los pueblos del mar en el siglo XII a. C.
Templo de Medinet Habu, Tebas.

Los siguientes exponentes de guerra expedicionaria en el mundo antiguo en la cuenca del Mediterráneo fueron los  cartagineses, quienes introdujeron dos dimensiones completamente nuevas en el uso de las  Fuerzas Navales mediante la organización, no solo de operaciones combinadas de las tropas navales y de  tierra, sino también en la combinación eventual  estratégica de las fuerzas multinacionales durante la fase terrestre de la operación cuando Aníbal, en su logro más famoso en el estallido de la segunda guerra púnica, avanzó con un ejército, que incluía elefantes de guerra, desde Iberia en el Pirineo y los Alpes en el norte de Italia.

Siguiendo el ejemplo de Cartago los  romanos utilizaron ampliamente las operaciones expedicionarias para expandir su imperio y su influencia en el Mediterráneo y más allá, incluyendo la Conquista romana de Britania, que no solo fue una operación expedicionaria limitada, si no pensada para incluir a largo plazo la  ocupación y asentamiento romano de los territorios.

## Guerra expedicionaria en la Edad Media

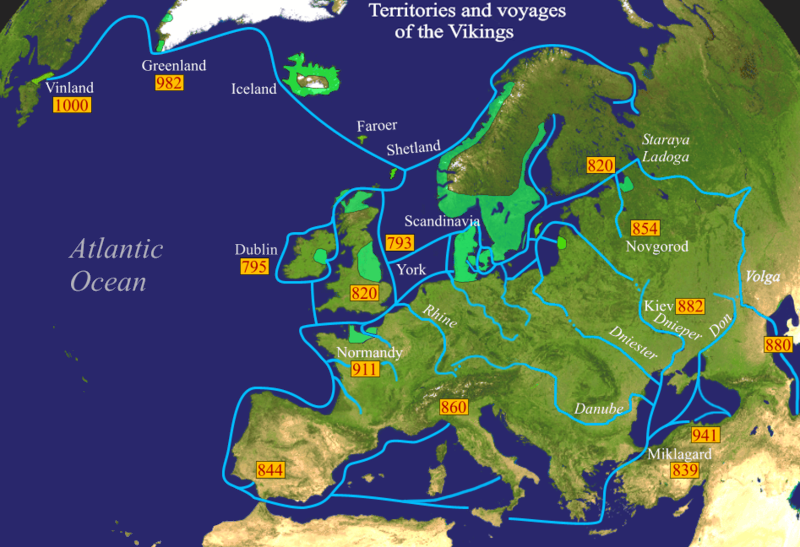
Expediciones vikingas (línea azul); Asentamientos vikingos (área verde).

La novedad más destacada de una guerra expedicionaria en la Europa de la Edad Media vino de la mano de las  presiones ambientales desde la región de Escandinavia y la aparición de las migraciones de los  vikingos y sus asaltos combinados, sus operaciones del interior a más largo plazo y la ocupación y asentamiento. Estas operaciones se llevaron a cabo con operaciones  marítimas,  costeras y  ribereñas y, a veces eran de carácter estratégico, llegando tan lejos como  Constantinopla

## Las Cruzadas

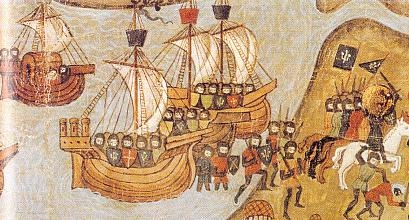
Caballeros de la quinta cruzada llegan al fuerte de Damietta.

El desarrollo de operaciones expedicionarias llegaron a un nuevo nivel cuando durante las Cruzadas el elemento de alianza política se introdujo como una influencia sobre la estrategia militar, por ejemplo en la Sexta Cruzada (año 1228).

## Piratería en Asia
La guerra expedicionaria en Asia comenzó casi de la misma forma que en el Mediterráneo, con breves incursiones a largo plazo por los llamados  piratas japoneses. Debido a que los Wakō fueron débilmente contrarrestrados por la Dinastía Ming, los allanamientos se convirtieron, con el tiempo, en una guerra expedicionaria de pleno derecho con las  invasiones japonesas de Corea (1592 -1598).

## Guerra expedicionaria en la Era de la navegación a vela

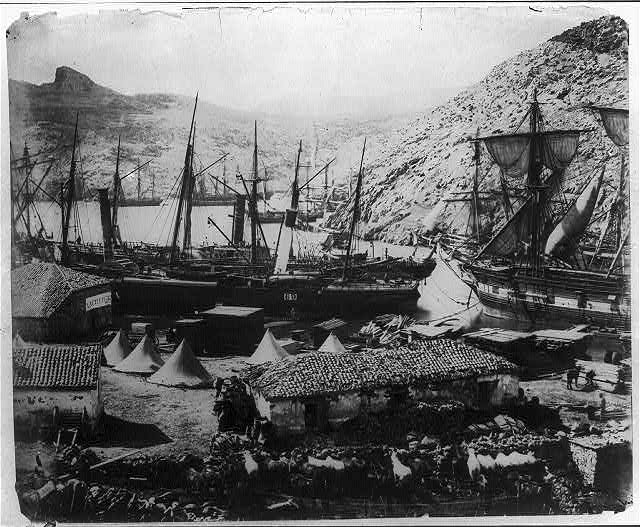
Puerto de suministros para los británicos en Balaklava.

A pesar de toda guerra expedicionaria, hasta la invención del motor de combustión, dependía en gran medida de los  barcos de vela fue con la creación de sofisticados sistemas de  aparejos durante el Renacimiento en Europa, durante la era de la navegación a vela, lo que permitió una expansión significativa en la guerra de forma expedita, en particular por los  Imperios coloniales europeos. Algunos han argumentado que esta fue la primera  revolución en asuntos militares que cambiaron las   estrategias nacionales, los  métodos operativos y  tácticas en el mar y en tierra. Un ejemplo notable de esta evolución fue la  la invasión francesa de Egipto (1798).
A pesar de ser una operación expedicionaria mucho más amplia, la Guerra de Crimea fue el primer ejemplo de una planificada campaña expedicionaria que fue dirigida como parte de una coalición estrátegica multinacional.  Además de ser la primera operación moderna expedicionaria en utilizar barcos de vapor como buques de guerra y las comunicaciones mediante el  telégrafo que marcaron el punto de partida para el resto de los acontecimientos de los siglos XIX y XX. También fue el primero en utilizar un teatro de operación militar para forzar la decisión en el conflicto, en lo que resultó ser la última utilización de los buques de vela en las expediciones militares.

## Expediciones coloniales europeas

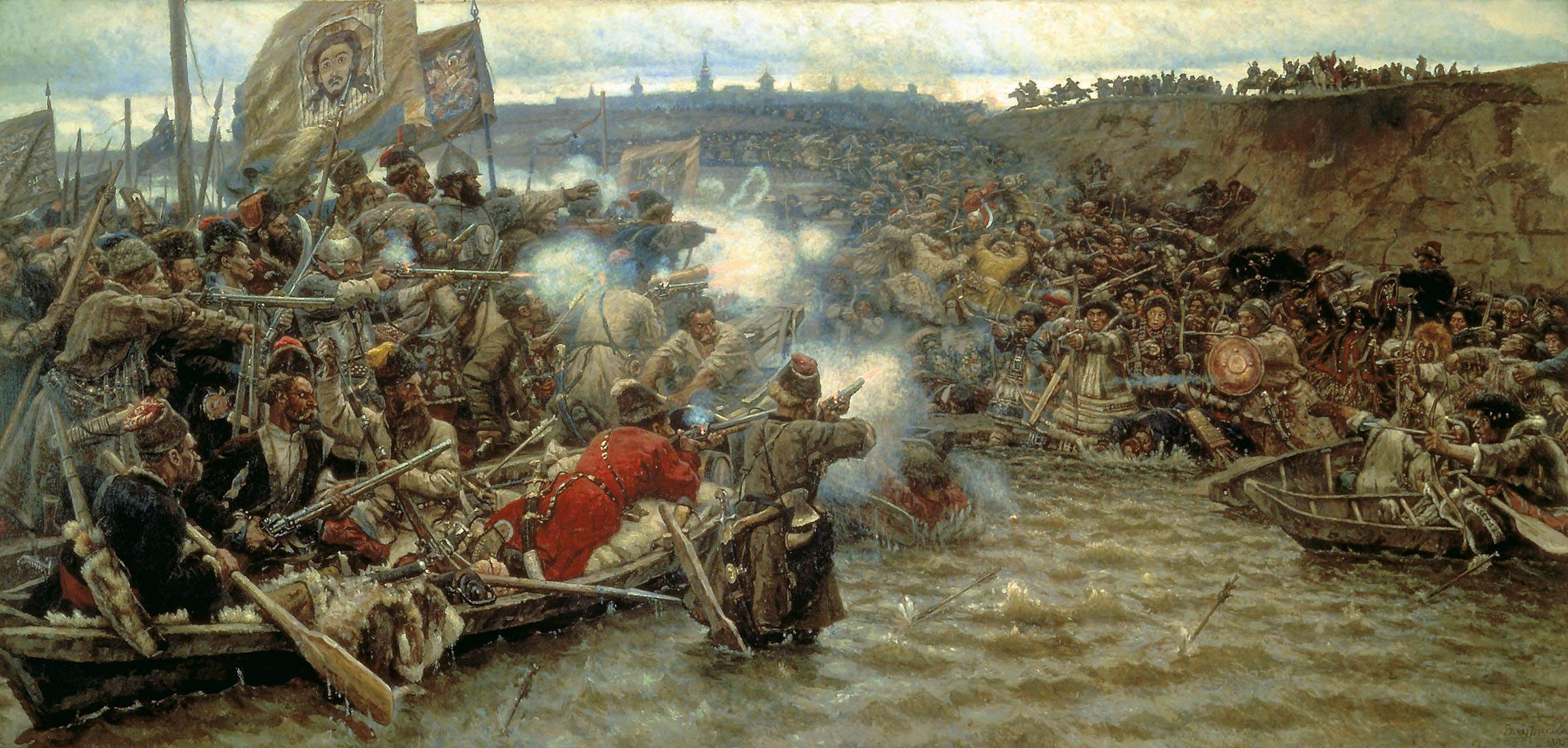
La conquista de Siberia por Yermak. Pintura al óleo obra de Vasili Súrikov de 1895.

Tal vez únicas en el desarrollo de la guerra de forma expedita fueron las operaciones de Yermak Timoféyevich en la conquista rusa de Siberia, que fue una operación en gran parte por tierra. Esto llevó a las colonias rusas al Extremo Oriente ruso y a las  costas del Océano Pacífico.
El desarrollo en la evolución de la guerra expedicionaria se hizo durante la expansión de la  Imperios europeos y la era del colonialismo, que también llevó a la inclusión de los métodos de expedicionarios en la expresión directa de las estrategias nacionales para evitar conflictos a escala real en la forma del enfoque en la llamada diplomacia de cañonero. Fue en este momento que las   tropas navales ya se utilizaban, casi exclusivamente, para la defensa de los buques o en  operaciones de desembarco secundarias, se ampliaron para permitir la extensión de operaciones en el  litoral. La experiencia colonial, aunque limitada en gran medida al período anterior al de la Primera Guerra Mundial, persistió hasta bien entrado el siglo XX.
Único en este período fue la aparición de organizaciones multinacionales no imperiales (aunque tampoco de coalición) para la realización de operaciones para derrotar la la rebelión de los bóxers por la Alianza de las Ocho Naciones que pueden ser clasificada, posiblemente,  como la primera operación en el mantenimiento de la paz de la era moderna.
Quizás el mejor ejemplo de la construcción del imperio en la aplicación de la guerra expedicionaria sean los conflictos entre los colonos del Imperio británico y los aborígenes bóeres en Sudáfrica y como resultado la primera y segunda guerra bóer.

## Primera Guerra Mundial

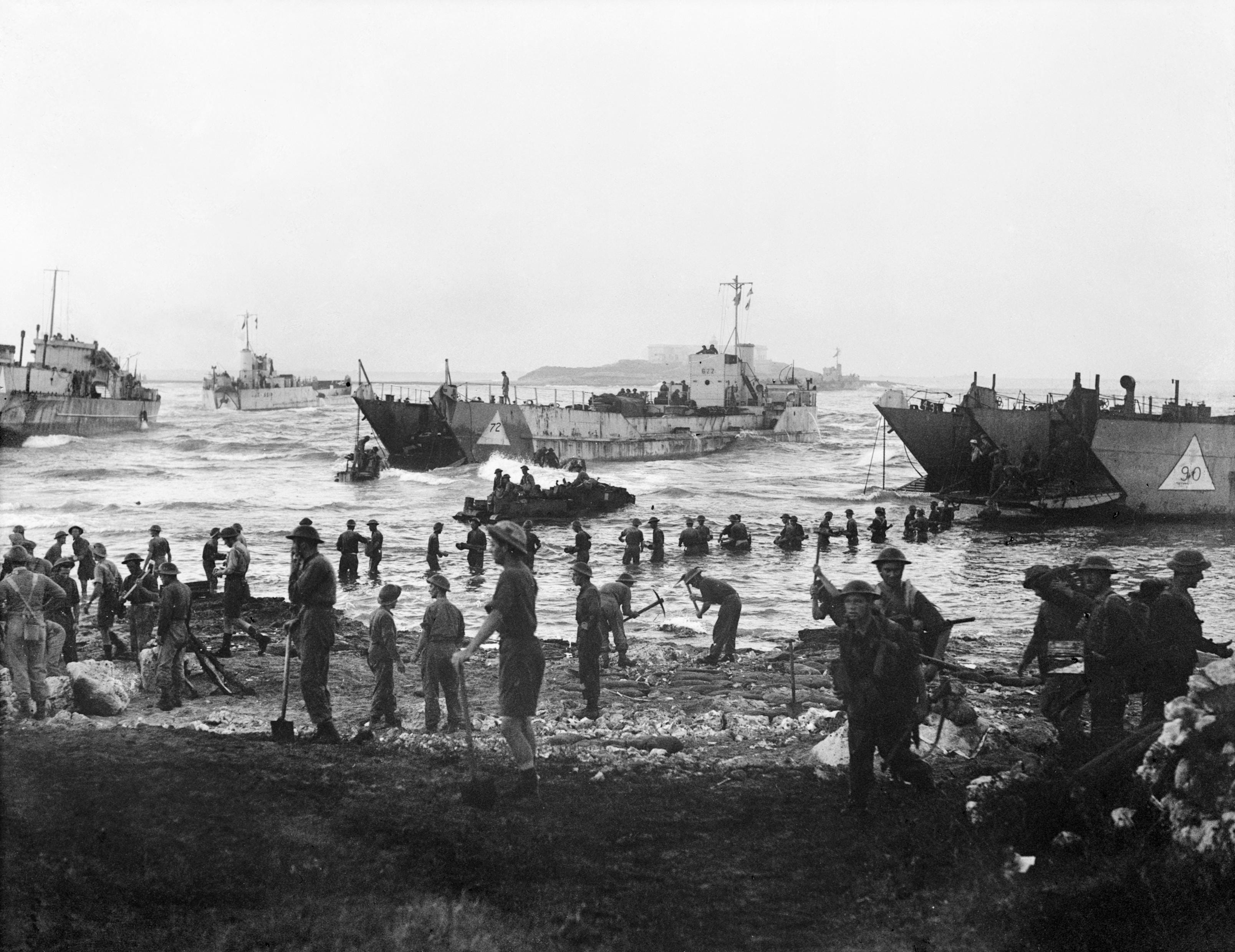
Aliados en la invasión de Siciia, 1943

El período mucho más prolongado de la Primera Guerra Mundial, hasta su finalización en la década de 1920, vio establecida la guerra expedicionaria como un sistemático y planificado tipo de operaciones con un mayor alcance que el simple  transporte de las tropas en el teatro de operaciones, como la Fuerza Expedicionaria Británica en el año 1914 y el Fuerza Expedicionaria Estadounidense en el año 1917, y los comienzos del desarrollo de verdaderas operaciones combinadas en los niveles estratégico, operacional y táctico con el éxito  anfibio en el desembarco de  Gallipoli.  No solo en esta operación se combinan los elementos en el contexto general de planificación de la guerra, el despliegue de las fuerzas multinacionales en el marco de la misma operación y el uso de las tropas preparadas para el desembarco (en oposición a una Operación de desembarco), así como el apoyo de fuego naval que limitados hasta entonces  únicamente a la época de los barcos de vela, pero también incluyen un amplio uso de la ingeniería de combate en apoyo de la infantería. Una de la más extensas y complejas de las operaciones expedicionarias que siguieron a la guerra fue la intervención aliada en la Guerra Civil Rusa con sus fuerzas desplegadas en la región del Báltico, en las regiones del Ártico, a lo largo de la costa del Mar Negro, y en el Extremo Oriente ruso.

## Segunda Guerra Mundial
- Fuerza Expedicionaria Británica
- Fuerza Expedicionaria China
- Cuerpo Expedicionrio Italiano en Rusia
- Fuerza Expedicionaria Brasileña
- Afrika Korps
- Fuerza Aérea Expedicionaria Mexicana

## Era Moderna
- «Proyección de poder»

### Fuerza Aérea Expedicionaria
- Ala Aérea Expedicionaria
- Unidades Aéreas expedicionarias

### Fuerza Naval Expedicionaria
- Comando Naval Expedicionario de Combate
- Especialista Alistado en la Guerra Expedicionaria

### Guerra anfibia
- Unidad Expedicionaria de Marina
- Guerra de Maniobra Expedicionaria
- Fuerza Marina de Tareas Aire-Tierra

### Operaciones principales
- Grupo Expedicionario de Ataque Tres